# NJPW Wrestle Dynasty
Wrestle Dynasty fue un evento de pago por visión (PPV) de lucha libre profesional que se celebró en 2025 coproducido por las promociones japonesas New Japan Pro-Wrestling (NJPW) y World Wonder Ring Stardom, las promociones estadounidenses All Elite Wrestling (AEW) y Ring of Honor (ROH), y la promoción mexicana Consejo Mundial de Lucha Libre (CMLL). Tuvo lugar el 5 de enero de 2025 en el Tokyo Dome de Tokio, Japón, la noche después del Wrestle Kingdom 19 de NJPW.

## Producción

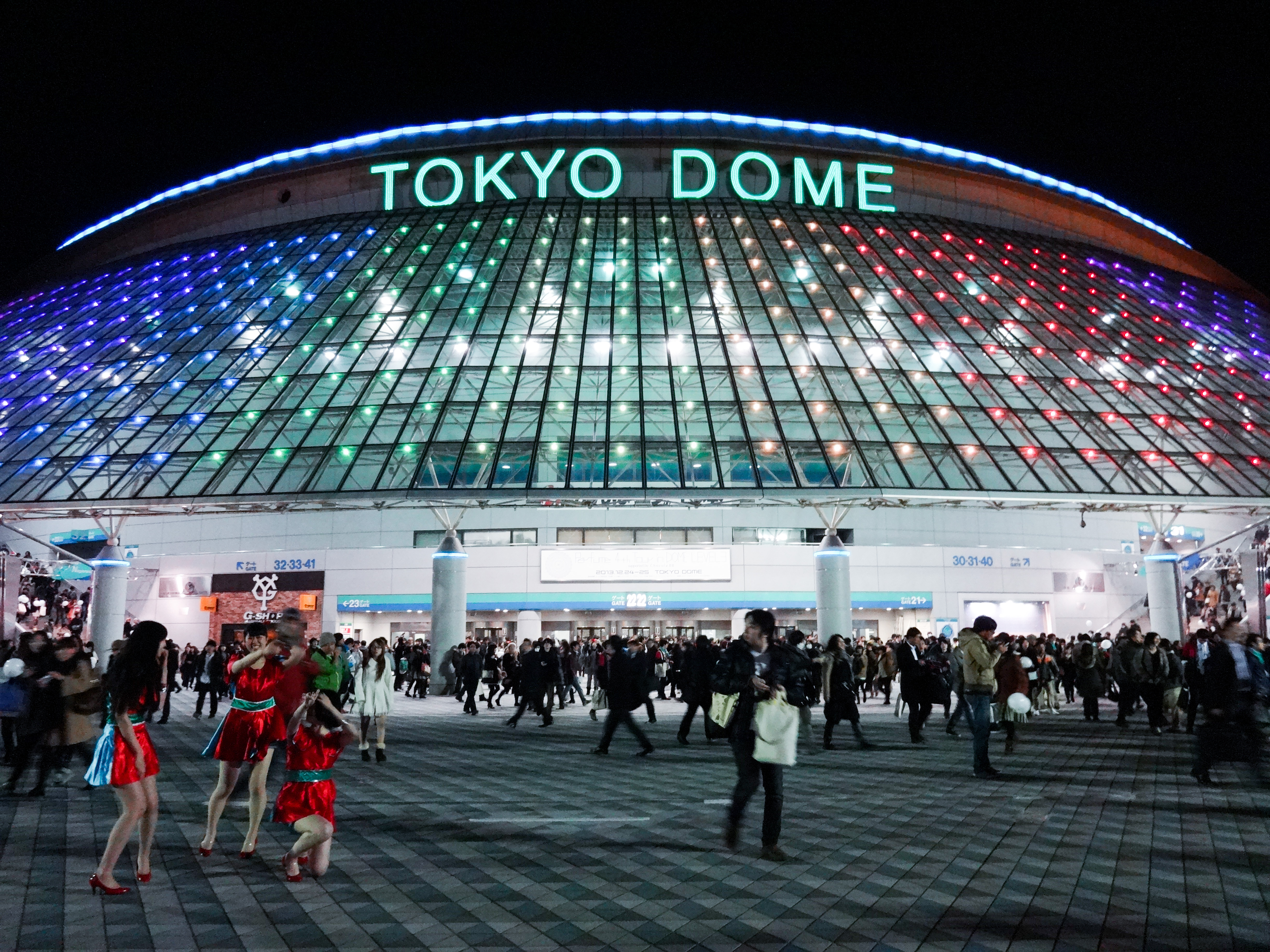
El evento se celebró en el Tokyo Dome de Tokio, Japón.

Desde 1992, la promoción de lucha libre profesional japonesa New Japan Pro-Wrestling (NJPW) ha celebrado un espectáculo anual el 4 de enero en el Tokyo Dome, un estadio de béisbol profesional en Tokio, Japón; desde 2007, el evento se conoce como Wrestle Kingdom, y desde entonces se ha convertido en el mayor evento de lucha libre profesional en Japón. Entre 2019 y 2022, NJPW también celebró un segundo espectáculo de Wrestle Kingdom en el Tokyo Dome el 5 de enero. En 2025, el espectáculo del 5 de enero en el Tokyo Dome pasará a llamarse Wrestle Dynasty. NJPW también celebra el evento New Year Dash!! en Tokio el día después de Wrestle Kingdom; en 2025, New Year Dash se celebrará el 6 de enero, el día después de Wrestle Dynasty.
En febrero de 2021, la promoción estadounidense de lucha libre profesional All Elite Wrestling (AEW) inició una colaboración con NJPW. Desde entonces, tanto AEW como NJPW han hecho que sus luchadores aparezcan en los eventos de la otra. La relación de trabajo dio lugar a la creación de Forbidden Door, un evento anual de pago por visión (PPV) copromovido que se celebra en Norteamérica. AEW y NJPW también tienen acuerdos de trabajo con la promoción mexicana Consejo Mundial de Lucha Libre (CMLL) y NJPW tienen una relación de trabajo desde 2009 y han coproducido la serie de eventos FantasticaManía desde 2011;  y CMLL y AEW iniciaron una relación de trabajo en octubre de 2023.
En 2019, la empresa matriz de NJPW, Bushiroad, adquirió la promoción joshi World Wonder Ring Stardom (Stardom);  Stardom se convertiría más tarde en una filial de pleno derecho de NJPW en 2024. En 2022, el propietario de AEW, Tony Khan, adquirió Ring of Honor (ROH) de su anterior propietario, Sinclair Broadcast Group; antes de la adquisición, ROH también tenía una larga relación de trabajo con NJPW, incluida la coproducción de los eventos War of the Worlds y Global Wars en Norteamérica y los eventos Honor Rising en Japón.
El 22 de agosto de 2020, NJPW planeaba celebrar un evento bajo el nombre de Wrestle Dynasty en el Madison Square Garden de Nueva York; debido a la pandemia de COVID-19, el evento se pospuso a 2021, y posteriormente se canceló. Después del evento Forbidden Door de 2022, el entonces presidente de NJPW, Takami Ohbari, expresó su interés en que el próximo evento se celebrara en Japón; Tony Khan dijo que estaba abierto a la idea de que los luchadores de AEW actuaran en Japón, pero afirmó que dicho evento no se titularía "Forbidden Door". Antes del evento Forbidden Door de 2024, Khan expresó su interés en un espectáculo co-promovido en Japón, pero no se comprometió sobre si el evento sería una iteración de Forbidden Door o un nuevo evento por completo.
El 30 de junio de 2024, durante Forbidden Door, se anunció Wrestle Dynasty para el 5 de enero de 2025, en el Tokyo Dome, que sería coproducido por AEW, NJPW, CMLL, ROH y Stardom. Wrestle Dynasty será el primer evento PPV de AEW que se celebre en Japón, el tercer evento PPV de AEW que se celebre fuera de Norteamérica (tras los eventos All In de 2023 y 2024, que se celebraron en el Estadio de Wembley en Londres, Inglaterra), y el primer evento de AEW que se celebre en un estadio de béisbol profesional.

## Resultados
- Kick-Off: Momo Watanabe derrotó a Athena, Persephone y Willow Nightingale y ganó la Copa Internacional Femenina (11:13).
  - Watanabe cubrió a Athena después de un «Peach Sunrise».
  - Durante la lucha, Thekla interfirió en contra de Athena.
  - Como resultado, Watanabe ganó una lucha por el campeonato mundial femenino de la promoción que ella decida (ROH, NJPW, STARDOM, CMLL ó AEW).
  - Esta es la primera derrota de Athena en una lucha individual desde 2022.
- Kick-Off: The Sons of Texas (Dustin Rhodes & Sammy Guevara) derrotaron a House of Torture (SHO & Yoshinobu Kanemaru) y retuvieron el Campeonato Mundial en Parejas de ROH (9:27). 
  - Rhodes cubrió a Kanemaru después de un «450 Splash» de Guevara.
- Taiji Ishimori derrotó a Hechicero, Kosei Fujita, Soberano Jr., Master Wato, Máscara Dorada, Titán y El Desperado en un Gauntlet Match (16:23). 
  - Ishimori cubrió a El Desperado con un «Roll-Up».
- Hiroshi Tanahashi vs. Katsuyori Shibata en un 5 Minutes Grappling Match acabó en empate (5:00).
  - La lucha resultó en empate cuando superó el tiempo de límite de 5 minutos.
  - Después de la lucha, Tanahashi y Shibata se dieron la mano y se levantaron el brazo mutuamente en señal de respeto.
- Mercedes Moné derrotó a Mina Shirakawa, retuvo el Campeonato Femenino STRONG y ganó el Campeonato Británico Femenino (14:06).
  - Moné cubrió a Shirakawa después de un «Moné Maker».
  - El Campeonato TBS de AEW de Moné no estuvo en juego.
- David Finlay (con Gedo) derrotó a Brody King (12:53). 
  - Finlay cubrió a King después de un «Into Oblivion».
  - Durante la lucha, Gedo interfirió a favor de Finlay.
- Shota Umino derrotó a Claudio Castagnoli (14:31). 
  - Umino cubrió a Castagnoli después de un «Death Rider».
- Konosuke Takeshita (con Don Callis) derrotó a Tomohiro Ishii y retuvo el Campeonato de Peso Abierto NEVER y el Campeonato Internacional de AEW (13:30).
  - Takeshita cubrió a Ishii después de un «Cinnabomb».
  - Después de la lucha, Takeshita aseguró haber firmado un contrato con New Japan Pro-Wrestling.
- The Young Bucks (Matthew Jackson & Nicholas Jackson) derrotaron a United Empire (Great-O-Khan & Jeff Cobb) y Los Ingobernables de Japón (Tetsuya Naito & Hiromu Takahashi) y ganaron el vacante Campeonato en Parejas de la IWGP (13:46). 
  - Matthew cubrió a O-Khan después de un «Meltzer Driver».
  - Esta lucha marcó el regreso de The Young Bucks a NJPW tras su última lucha en 2019.
- Yota Tsuji derrotó a Jack Perry y retuvo el Campeonato Global Peso Pesado de la IWGP (13:15). 
  - Tsuji cubrió a Perry después de un «Gene Blaster».
- Kenny Omega derrotó a Gabe Kidd (con Clark Connors & Drilla Moloney) (31:55).
  - Omega cubrió a Kidd después de un «One Winged Angel».
  - Durante la lucha, Connors y Moloney interfirieron a favor de Kidd.
- Zack Sabre Jr. (con Hartley Jackson, Ryohei Oiwa, Robbie Eagles & Kosei Fujita) derrotó a Ricochet y retuvo el Campeonato Mundial Peso Pesado de la IWGP (20:57).
  - Zabre Jr. forzó a Ricochet a rendirse con un «The Inexorable March of Progress».